# Соціалістична партія (Валлонія)
Соціалістична партія (фр. Parti Socialiste, PS) — бельгійська франкомовна соціал-демократична політична партія. Партія праці має 26 місць із 150 у Палаті представників Федерального парламенту Бельгії та 3 місця із 22 виділених для Бельгії у Європарламенті (входить до фракції Прогресивний альянс соціалістів і демократів).

## Історія
Партія утворилася у 1885 році під назвою Бельгійська робітнича партія. Партія діяла до 1940 року, коли вона була заборонена німецькою окупаційною владою. У 1945 році активістами робітничої партії була заснована Бельгійська соціалістична партія. У 1978 році стався розкол партії на валлонську і фламандську партії.
Після виборів 2010 року, це друга за величиною партія в бельгійській Палаті представників і найбільша франкомовна партія. Партія входить до урядової коаліції.

## Участь у виборах
| Рік                            | Голосів                        | Місць                          | Δ                              |
| Вибори до Палати представників | Вибори до Палати представників | Вибори до Палати представників | Вибори до Палати представників |
| ------------------------------ | ------------------------------ | ------------------------------ | ------------------------------ |
| 1978                           | 719 926 (13,1 %)               | 32                             |                                |
| 1981                           | 765 055 (12,7 %)               | 35                             | ▲ 3                            |
| 1985                           | 834 488 (13,8 %)               | 35                             | ▬                              |
| 1987                           | 961 361 (15,6 %)               | 40                             | ▲ 5                            |
| 1991                           | 831 199 (13,5 %)               | 35                             | ▼ 5                            |
| 1995                           | 720 819 (11,9 %)               | 21                             | ▼ 14                           |
| 1999                           | 631 653 (10,2 %)               | 19                             | ▼ 2                            |
| 2003                           | 855 992 (13 %)                 | 25                             | ▲ 6                            |
| 2007                           | 724 787 (10,9 %)               | 20                             | ▼ 5                            |
| 2010                           | 894 543 (14 %)                 | 26                             | ▲ 6                            |
| Вибори до Європарламенту       |                                |                                |                                |
| 1979                           | 575 824 (27,43 %)              | 4 из 24                        |                                |
| 1984                           | 762 293 (34,04 %)              | 5 из 24                        | ▲ 1                            |
| 1989                           | 854 207 (38,13 %)              | 5 из 24                        | ▬                              |
| 1994                           | 680 142 (30,44 %)              | 3 из 25                        | ▼ 2                            |
| 1999                           | 596 567 (25,78 %)              | 3 из 25                        | ▬                              |
| 2004                           | 878 577 (36,09 %)              | 4 из 24                        | ▲ 1                            |
| 2009                           | 714 947 (29,1 %)               | 3 из 22                        | ▼ 1                            |